# Врба (Жировниця)
Врба (словен. Vrba) — поселення в общині Жировниця, Горенський регіон, Словенія. Висота над рівнем моря: 534,9 м.

## Відомі люди
- Франце Прешерн — словенський поет.